# Vescomtat de Bruniquel
El vescomtat de Bruniquel fou una jurisdicció feudal del Llemosí a Occitània. La seva capital fou la vila de Bruniquel al Carcí.
El vescomtat apareix vers el 1080 essent vescomtes Arnau i Ademar que actuen junts. Després no se sap ben bé com segueix la successió, però cent anys després Balduí de Tolosa, tronc dels vescomtes de Lautrec, es titulava vescomte de Bruniquel. El Lautrec va passar als fills, i Bruniquel apareix en mans del seu germà (bastard) Bertran, cassat amb Comdors, vescomtessa de Montclar i Bruniquel, filla de Manfroi. Bertran V inicia una línia regular de vescomtes de la casa de Tolosa que es va acabar amb Reginald. Una filla Margarida, casada amb Ramon Roger I de Coserans, va morir abans que ell; el fill de Ramon Roger I, Roger, d'un primer matrimoni, va portar el títol de vescomte de Bruniquel, com a administrador en nom de Bertrana, germana de Margarita, que va assolir l'herència. Casada amb el cavaller Pere Trocelh (Trouseau), va deixar una sola filla, Isabel Trouseau (+1395), que es va casar amb Ramon Roger II de Coserans (+1392). L'herència va passar al fill comú Arnau Roger i mort aquest el 1440 la seva línia va seguir fins al segle xviii. Hipòlita de Foix, esposa del darrer vescomte Joan Lluís, fou empresonada i les seves úniques dues filles, Maria Teresa i Maria Anna es van dedicar a la vida religiosa.

## Llista de vescomtes
- Arnau, vers 1080
- Ademar vers 1080
- Desconegut vers 1100-1200
- Balduí de Tolosa vers 1200-1214
- Comtors vers 1214-?
- Bertran I 1214-1249
- Bertran II 1249-1304
- Guillem I 1304-1310
- Reginald 1310-1328
- Margarida (morta vers 1328)
  - Roger, fillastre, administrador titulat vescomte vers 1328-1330
- Bertrana de Tolosa 1328-1360
- Isabel 1360-1395
- Ramon Roger I de Coserans (espòs) 1360-1392
- Arnau Roger 1395-1440
- Ramon Roger II 1440-8 de gener de 1450
- Mafré (Maffre) 1450-26 de maig de 1500
- Francesc Roger I vers 1500-1550
- Bernat Roger vers 1550-1563
- Joan Roger vers 1563-1591
- Francesc Roger II vers 1591-1649 (casat 1597)
- Joan Pere vers 1649-16?? (casat 1623)
- Joan Lluis ?? (casat 1649)